# Partenope (Händel)
Partenope, HWV 27, és una òpera en tres actes amb música de Georg Friedrich Händel, estrenada en el King's Theatre de Londres el 24 de febrer de 1730.
L'òpera utilitza un llibret en italià adaptat per mà desconeguda, a partir d'un llibret escrit originàriament el 1699 per Silvio Stampiglia. El llibret de Stampiglia havia rebut moltes altres versions musicals amb anterioritat, incloent una de Caldara que Händel hauria pogut veure a Venècia al voltant de l'any 1710.
Va ser la primera òpera de Händel que es pot considerar còmica o, més aviat, no seriosa, des de la molt anterior Agrippina, trencant amb les tradicionals òperes serioses per les quals el compositor era conegut a Londres. Originalment va proposar el llibret a la companyia d'òpera de la Royal Academy of Music el 1726. Això no obstant, van rebutjar l'obra per la seva naturalesa frívola, les relativament escasses àries àmplies i els llargs passatges de recitativo. L'òpera va ser presentada durant la temporada de 1730 en el King's Theatre quan Händel estava treballant com a soci del director John James Heidegger. La partitura va ser acabada per Händel just dues setmanes abans de l'estrena.